# Chloe Daniels
Asia Hogan-Rochester, född 27 april 2003, är en kanadensisk rugbyspelare. Hon ingick i det kanadensiska lag som tog silver i sjumannarugby vid OS 2024 i Paris.